# Red indijskega imperija
Red indijskega imperija (izvirno angleško The Most Eminent Order of the Indian Empire) je britanski viteški red, ki ga je leta 1878 ustanovila kraljica Viktorija Britanska. Od kar se je Indija osamosvojila leta 1947, niso v red sprejeli novih članov. 
Red ima tri razrede članov:
- vitez velikega križa (GCIE) ali dama velikega križa (GCIE)
- vitez poveljnik (KCIE) ali dama poveljnica (DCIE)
- spremljevalec (CIE).